# اینترنت اکسپلورر ۸
ویندوز اینترنت اکسپلورر ۸ (به انگلیسی: Internet Explorer 8) (مخففاً IE8) نسخه‌ای از مرورگر مایکروسافت اینترنت اکسپلورر است. آخرین نسخهٔ این برنامه ۱۹ مارس ۲۰۰۹ منتشر شد.
به گفتهٔ مایکروسافت امنیت، سهولت در استفاده و بهبود در قسمت RSS, CSS و Ajax از مزایای این نسخه نسبت به نسخهٔ قبل آن است.